# Richard J. Hieb
Richard James Hieb dit Rick Hieb est un astronaute américain né le 21 septembre 1955.

## Vols réalisés
- 28 avril 1991 : Discovery STS-39
- 7 mai 1992 : Endeavour STS-49
- 8 juillet 1994 : Columbia STS-65